# Endodesmia
Endodesmia es un género monotípico de plantas fanerógamas perteneciente a la familia Calophyllaceae. Su única especie: Endodesmia calophylloides Benth., es originaria de África ecuatorial.

## Descripción
Es un arbusto o árbol pequeño que alcanza los 30 metros de altura. Las hojas son coriáceas , opuestas,enteras, acuminadas , glabras, con nervios laterales en paralelo. Las flores son amarillas, encontrándose  en cimas terminales corimbosas . El fruto es una drupa indehiscente  con un pericarpio delgado. Semillas exalbuminosa colgantes.